# ヒスタミン加人免疫グロブリン
ヒスタミン加人免疫グロブリン（ヒスタミンかひとめんえきグロブリン）は非特異的減感作療法に用いられる皮下注射剤であり、ヒト免疫グロブリンとヒスタミンが配合されている。薬剤性アレルギーの予防にも有効である。商品名ヒスタグロビン、Histaglobin。

## 効能・効果
アレルギー性鼻炎、血管運動性鼻炎、アレルギー性皮膚疾患（アトピー性皮膚炎、蕁麻疹、慢性湿疹）、気管支喘息

## 禁忌
下記の患者には禁忌とされている。
- 製剤成分に対しショックの既往歴のある患者
- 激しい喘息発作時の患者
- 月経直前および期間中の患者
- 妊婦または妊娠している可能性のある婦人
- 著しく衰弱している患者

- 製剤成分に過敏症を有する患者には原則禁忌である。

## 副作用
添付文書には重大な副作用としてショックが記載されている。

## 有効性
ヒスタグロビンはアレルゲン誘発性のT細胞依存性好酸球浸潤を抑制する。気管支喘息および慢性蕁麻疹患者に週1回で3回注射すると、ヒスタミン固定能（histaminopexy、ヒスタミンの遊離を抑える力）が240%以上増加する。またヒト末梢血単核球でのNF-κB転写を抑制し、IL-1β、TNF-α、IL-6、IL-10の放出を抑制する。ヒスタグロビンの成分であるγグロブリンやヒスタミンは単独ではこの様な効果はない。
鼻アレルギーに対する臨床成績は有効率は48.9%（23/47）で、偽薬を上回った。鼻閉の改善効果は見られなかったが、くしゃみおよび鼻汁については有意に改善した。
抗ヒスタミン剤で管理できない蕁麻疹については、95.7%（88/92）で改善が見られ、そのうち44.3%（39/88）で注射5回以内、78.4%（69/88）で10回以内に効果が見られた。
通年性アレルギー性鼻炎および慢性蕁麻疹について、6回の投与でそれぞれ80%および82.5%の患者で症状が改善したとの報告もある。

## 開発から承認まで
1948年にフランスで、モルモットでの吸入ヒスタミン誘発性ショック症状が、健康ヒト血清で前処置すると防がれる事、および喘息患者血清での前処置では防がれない事が発見された。その後防御因子の本質がγグロブリンである事、ならびにヒスタミンを微量添加する事で防御機能が上昇することが発見され、製剤化されて1959年より欧州等で販売された。
日本では1967年に輸入承認され、1986に薬効再評価された。2002年に化学及血清療法研究所が製造承認を継承し、国内での献血からの製剤化に切り替えられた。

## 流通自粛
2015年6月、化学及血清療法研究所が製造する全ての血漿分画製剤が製造承認書と異なる方法で製造されていることが判明し、全製品の販売が自粛された。